# Else Færden
Else Birgitte Færden, verheiratete Else Birgitte Færden Bringsværd (* 4. Mai 1952 in Oslo), ist eine norwegische Schriftstellerin, Dramatikerin und Herausgeberin von Kinder- und Jugendliteratur. 

## Leben
Else Færden arbeitete als Verlagslektorin, Dozentin an der Universität Poznan, Lehrbeauftragte am Institut für Linguistik und Nordische Studien der Universität Oslo und als Informationsberaterin am Riksteatret. Als Autorin hat sie eine Reihe von Sachbüchern und Belletristik sowie zwei Theaterstücke geschrieben. 
Sie wurde für ihr Buch Garnnøstet som forsvant (Das verschwundene Garnknäuel) 1993 mit dem Brageprisen für Bilderbücher ausgezeichnet, zusammen mit der Illustratorin Sissel Gjersum. Für Vingefolket (Geflügeltes Volk) erhielt sie 1998 den Riksmålsforbundets barne- og ungdomsbokpris (Kinder- und Jugendbuchpreis des Riksmålsforbundet).
Sie war seit dem 20. März 1985 mit Tor Åge Bringsværd (1939–2025) verheiratet, der ebenfalls als Schriftsteller –  vor allem von Science-Fiction und historischen Romanen – tätig war. Das Ehepaar wohnte seit 1990 in Hølen in der Gemeinde Vestby. Else Færden hat die Erinnerungen des Heimatpflegers und Lokalhistorikers Helge Holter (1922–2007) als Buch Norges minste by – en vandring i Hølen med Helge Holter veröffentlicht – ihre erste Veröffentlichung für Erwachsene.

## Werke

### Belletristik für Kinder und Jugendliche
- Den stygge drageungen, illustriert von Hilde Kramer, 1992.
- Garnnøstet som forsvant (Das verschwundene Garnknäuel), illustriert von Sissel Gjersum, 1993, mit dem Brageprisen ausgezeichnet.
- Teodora og de tre mammaene, 1994.
- Slørhalefisken, illustriert von Ingrid Jangaard Ousland, 1994.
- Frosken og metemarken, illustriert von Marek Woloszyn, 1994.
- Grevlingen Arthur og vennene hans, illustriert von Øivind Jorfald, 1994.
- Anna og Pandabjørn, illustriert von Marek Woloszyn, 1994 (Neuausgabe 1996, illustriert von  Morten Ravnbø Sætren).
- Klovnen og jenta, illustriert von Sissel Gjersum, 1995 (Ins Schwedische übersetzt).
- Den usynlige damen, 1997.
- Vingefolket (Geflügeltes Volk), 1998, mit dem Riksmålsforbundets barne- og ungdomsbokpris ausgezeichnet[8].
- Anna får en katt, illustriert von Morten Ravnbø Sætren, 1999.
- Verdens beste bamse, illustriert von Gro Torvaldsen Rykkelid, 2001.
- En stjerne i natten, 2002.

### Theaterstücke
- Speiltrollet. et spill for dukker, 1986 (Puppentheater), aufgeführt im Oslo Nye Teater, Dukketeatret på Frogner.[9]
- Lilja. en teaterfabel, 1988, aufgeführt im Riksteatret, Hordaland teater, unter dem Titel Du e`kje redd vel?! (Du hast doch keine Angst, oder?).[10]

### Sachbücher
- Møte med Jeanne d’Arc, 1986.
- Rikkes Alfabet – et møte med Norsk Folkemuseum – i samarbeid med Kjersti Sissener Munthe, 1994.
- Alle barns hagebok: leke, lære, lage, så og plante, J. M. Stenersen, 2000.
- Norges minste by – en vandring i Hølen med Helge Holter. ISBN 82-996223-0-1, Sandengen forlag, Hølen 2002.
- H. C. Andersen – den modige andungen, 2005.
- Æsop – og fablen hans, Cappelendamm 2007.[11]
- Henrik Wergeland – dikter og villstyring, 2008.